# بادی فاستر
بادی فوستر (انگلیسی: Buddy Foster؛ زادهٔ ۱۲ ژوئیهٔ ۱۹۵۷) هنرپیشه اهل ایالات متحده آمریکا است.
از فیلم‌ها یا برنامه‌های تلویزیونی که وی در آن نقش داشته‌است می‌توان به می‌بری آر. اف. دی اشاره کرد.